# Домингуш, Жонатас
Жонатас Домингуш (исп. Jônatas Domingos; 29 июля 1982 года, Форталеза) — бразильский футболист, выступавший на позиции опорного полузащитника.

## Биография
Домингуш начал свою карьеру в 2002 году в бразильском клубе «Фламенго», придя туда из молодёжной команды. В 2006 году вместе с «Фламенго» стал обладателем Кубка Бразилии
В 2006 году был вызван в сборную Бразилии на товарищеский матч против сборной Норвегии (1:1). В том же году Жонатас он подписал контракт с «Эспаньол»ом.
В финале Кубка УЕФА 2006/2007 против Севильи, он сравнял счет на 115 минуте, подарив своей команде, игравшей в меньшинстве, возможность поучаствовать в серии пенальти. Свой пенальти Домингуш не забил, и Севилья во второй раз подряд стала обладателем Кубка УЕФА.
В 2009 году перешел в «Ботафого». Затем было кратковременное пребывание в «Фигейренсе» и «Боавиште».
В 2014 году он подписал контракт с клубом Икаса.

## Достижения
- Кубок Гуанабара: 2004, 2008
- Трофей Рио: 2009
- Лига Кариока: 2004, 2008, 2009
- Кубок Бразилии: 2006